# FK Bachmut
FK Bachmut (ukr. Футбольний клуб «Бахмут», Futbolnyj Kłub "Bachmut") – ukraiński klub piłkarski z siedzibą w Bachmucie, w obwodzie donieckim.
W 1958 występował w rozgrywkach Mistrzostw ZSRR.

## Historia
Drużyna piłkarska została założona w mieście Artiomowsk w XX wieku pod nazwą Łokomotyw. Zespół występował w rozgrywkach mistrzostw i Pucharu obwodu donieckiego. W 1955 roku startował w rozgrywkach Pucharu Ukraińskiej SRR, gdzie w finale został pokonany 1:2 przez Maszynobudiwnyk Kijów. W 1958 klub debiutował w Klasie B, 4 strefie Mistrzostw ZSRR. Startował również w rozgrywkach Pucharu ZSRR. Po rundzie wiosennej klub przeniósł się do Stalino i już reprezentował inne miasto. Potem w Artiomowsku został założony nowy klub Zoria Artiomowsk i już w 1968 ponownie startował w rozgrywkach Pucharu Ukraińskiej SRR, gdzie w finale został pokonany 0:3 przez LWWPU Lwów. Dopiero za trzecim razem pod nazwą Kolormet Artiomowsk zdobył Puchar Ukraińskiej SRR, pokonując w finale 2:0 Metał Dniepropetrowsk.
Obecnie jako drużyna amatorska Bachmut kontynuuje występy w rozgrywkach Mistrzostw i Pucharu obwodu donieckiego.

## Sukcesy
- Klasa B, 4 strefa:

9. miejsce: 1958
- Puchar ZSRR:

1/128 finału: 1958
- Puchar Ukraińskiej SRR:

zdobywca: 1971
finalista: 1955, 1968